# Kondovo
Kondovo (mazedonisch Кондово, albanisch: Kondova) ist eine Ortschaft unmittelbar westlich der nordmazedonischen Hauptstadt Skopje.
Der Ort hatte 1994 etwa 9700 Einwohner. Die Mehrheit der Einwohner von Kondovo sind albanischstämmig. Seit 2002 ist die Einwohnerzahl der Kleinstadt drastisch gestiegen.
Kondovo ist seit der Territorialverwaltungsreform von 2004 keine eigenständige Gemeinde mehr, sondern gehört zur Gemeinde Saraj, die ihrerseits politisch Teil der Stadt Skopje ist.
Bekannt wurde Kondovo 2001 unter anderem durch wiederholte Funde illegaler Waffen als Zentrum des albanischen Separatisten-Aufstandes und als Stützpunkt paramilitärischer Einheiten. So war die Stadt über ein Jahr lang von Einheiten unter Agim Krasniqi besetzt.